# Lúcio Horácio Púlvilo
Lúcio Horácio Púlvilo (em latim: Lucius Horatius Pulvillus) foi um político da gente Horácia nos primeiros anos da República Romana, eleito tribuno consular em 386 a.C.. 

## Tribunato consolar (386 a.C.)
Em 386 a.C., foi eleito tribuno consular com Marco Fúrio Camilo, Quinto Servílio Fidenato, Sérvio Cornélio Maluginense, Lúcio Quíncio Cincinato Capitolino e Públio Valério Potito Publícola.
Quando Anzio (Antium) resolveu se levantar contra Roma, apoiada pelos jovens latinos e hérnicos, o Senado decidiu entregar as operações militares a Fúrio Camilo, que levou consigo seu colega Públio Valério. A Quinto Servílio foi encarregada a missão de organizar um exército que ficaria em território romano para defender a cidade contra um possível ataque dos etruscos. Lúcio Quíncio liderou a defesa da própria cidade de Roma, Lúcio Horácio organizou os suprimentos e a logística para a campanha e Sérvio Cornélio, a administração pública.
Depois de derrotados os volscos, os romanos se voltaram contra os etruscos que estavam cercando Satricum e Nepi, entregando o comando da operação a Fúrio Camilo; Lúcio Quíncio e Lúcio Horácio foram encarregados de supervisionar a reconstrução da zona rural devastada pela campanha contra os volscos.